# By(e) My Melody
《By(e) My Melody》，日本男歌手平井堅的第24張單曲。2006年6月14日發行。

## 概述
- 平井堅精選專輯『愛歌成癡』後首張作品，也是2006年唯一發行的單曲。
- 初回仕樣限定盤附替換封面4張（限日本）。

## 收錄曲
1. By(e) My Melody
  - 作詞．作曲：平井堅／編曲：本間昭光
  - 「au by KDDI」電視廣告曲
2. hug
  - 作詞．作曲：平井堅／編曲：松浦晃久
  - Coca Cola「紅茶花傳」電視廣告曲
3. By(e) My Melody～less vocal～

## 外部連結
Sony Music的作品介紹
- 通常盤（页面存档备份，存于）